# セスティーノ
セスティーノ (伊: Sestino) は、イタリア共和国トスカーナ州アレッツォ県にある、人口約1,200人の基礎自治体（コムーネ）。

## 地理

### 位置・広がり

#### 隣接コムーネ
隣接するコムーネは以下の通り。括弧内のPUはペーザロ・エ・ウルビーノ県所属を示す。
- バディーア・テダルダ
- ベルフォルテ・アッリザウロ (PU)
- ボルゴ・パーチェ (PU)
- カルペーニャ (PU)
- カステルデルチ (PU)
- メルカテッロ・スル・メタウロ (PU)
- ペンナビッリ (PU)
- ピアンディメレート (PU)

### 気候分類・地震分類
セスティーノにおけるイタリアの気候分類 (it) および度日は、zona E, 2533 GGである。
また、イタリアの地震リスク階級 (it) では、zona 2 (sismicità media) に分類される。

## 行政

### 分離集落
セスティーノには以下の分離集落（フラツィオーネ）がある。
- Calbuffa, Casale, Case Barboni, Colcellalto, Lucemburgo, Martigliano, Monte Romano, Monterone, Motolano, Palazzi, Ponte Presale, Petrella Massana, Poggio Mazzolo, Presciano, San Donato, Valdiceci di Sopra, Ville di Sopra, Passo Cantoniera